# A Year in the Life
A Year in the Life est une série télévisée américaine créée par Joshua Brand et John Falsey composée d'une mini-série en trois épisodes diffusée les 15, 16 et 17 décembre 1986 puis une série en 22 épisodes de 45 minutes diffusée entre le 16 septembre 1987 et le 13 avril 1988 sur le réseau NBC.
Cette série est inédite dans tous les pays francophones.

## Distribution
- Trey Ames : David Sisk
- Adam Arkin : Jim Eisenberg
- Jayne Atkinson : Lindley Gardner Eisenberg
- Richard Kiley : Joe Gardner
- David Oliver : Sam Gardner
- Sarah Jessica Parker : Kay Erickson
- Amanda Peterson : Sunny Sisk
- Wendy Phillips : Anne Gardner Maxwell
- Eva Marie Saint

## Épisodes

### Mini-série (1986)
1. The First Christmas
2. Springtime/Autumn
3. Christmas '86

### Série (1987-1988)
1. Don't I Know You from Somewhere?
2. Things You Should Know Before and After
3. What Do You Think Love Is?
4. Dixie Chicken
5. What Do People Do All Day?
6. EM7, Raiders Minus 3 and a Half for a Nickel
7. Acts of Faith
8. In Dreams Begin Responsibilities
9. I Think You Know Something I Don't Know
10. So Much Water So Close to Home
11. While Someone Else Is Eating or Opening a Window
12. The Little Disturbance of Man
13. Sometimes It's Hard to Remember
14. The Enormous Changes at the Last Minute
15. Goodbye to All That
16. The Go-Between
17. Fathers and Other Strangers
18. Common Ground
19. Glory Days
20. The Politics of Being
21. Peter Creek Road
22. Love Mother

## Récompense et Nomination
La mini-série a remporté le Primetime Emmy Award de la meilleure mini-série ou du meilleur téléfilm et a été nommée pour le Golden Globe de la meilleure série télévisée dramatique.